# En-nirzi-ana
En-nirzi-ana (sum. en.nir.zi.an.na) – mezopotamska kapłanka, najprawdopodobniej córka króla Szulgi (2096-2048 p.n.e.) z III dynastii z Ur. Pełniła funkcję arcykapłanki boga księżyca Nanny w Ur. Jej wybór upamiętnia 15 „nazwa roczna” Szulgiego: „Rok w którym En-nirzi-ana, kapłanka en boga Nanny wybrana została przy pomocy wróżb”. Znane są odciski pieczęci cylindrycznej jednego z jej sług, skryby o imieniu Girine-isa.